# Waterscheerlingroest
De waterscheerlingroest (Puccinia cicutae) is een  schimmel behorend tot de familie Pucciniaceae. Het is een biotrofe parasiet uitsluitend voorkomt op waterscheerling ((Cicuta virosa).

## Kenmerken
Op waterscheerling (Cicuta virosa) de enig bekende roest.

## Ecologie
De biotrofe parasiet die spermogonia, aecia (beide zijden blad en stengels), uredinia en telia (meest onderzijde blad) vormt op waterscheerling. 

## Verspreiding
In Nederland komt de waterscheerlingroest uiterst zeldzaam voor.